# George H. Durand
George Harman Durand, född 21 februari 1838 i Schoharie County, New York, död 8 juni 1903 i Flint, Michigan, var en amerikansk demokratisk politiker. Han var Flints borgmästare 1873–1875 och ledamot av USA:s representanthus 1875–1877.
Durand studerade juridik och inledde 1858 sin karriär som advokat i Flint.
Durand efterträdde 1873 David S. Fox som Flints borgmästare och efterträddes 1875 av Alexander McFarlan. Han efterträdde sedan Josiah Begole som kongressledamot och efterträddes 1877 av Mark S. Brewer. Durand avled 1903 och gravsattes på Glenwood Cemetery i Flint.